# Горобець Сергій Валерійович
Сергі́й Вале́рійович Горобе́ць (1986—2014) — молодший сержант 34-го батальйону територіальної оборони «Батьківщина» Збройних сил України, учасник російсько-української війни.

## Життєпис
Народився 1986 року в місті Вільногірськ (Дніпропетровська область). Навчався в Кіровоградському військовому ліцеї, Севастопольському військово-морському ліцеї. Займався спортом, кандидат у майстри спорту з дзюдо.
Пройшов строкову службу у ВМС України. Після того служив у взводі спецпризначення «Скорпіон», в/ч 3044, охорона об'єктів енергокомплексу.
Червнем 2014-го зарахований до 34-го батальйону як доброволець. Старший стрілець, 34-й батальйон територіальної оборони «Батьківщина». Брав участь у звільненні міста Дзержинська Донецької області від терористів.
17 жовтня 2014-го загинув на блокпосту № 7 під селом Озерянівка — снайпер відкрив вогонь з лісосмуги.
Похований в місті Южноукраїнськ.
Без Сергія лишились батьки і донька.

## Нагороди
За особисту мужність і героїзм, виявлені у захисті державного суверенітету та територіальної цілісності України, вірність військовій присязі під час російсько-української війни
- нагороджений орденом «За мужність» III ступеня (26.2.2015, посмертно)
- Його портрет розміщений на меморіалі «Стіна пам'яті полеглих за Україну» у Києві: секція 4, ряд 5, місце 33
- На честь Сергія Горобця у Южноукраїнській ЗОШ встановлено пам'ятну дошку
- відзнака ГС «Всеукраїнське об'єднання „Ми українці“» — орден «Хрест Героя» (посмертно)
- Почесний громадянин Південноукраїнської міської територіальної громади (посмертно)[1]